# Diomidis Kiriakos

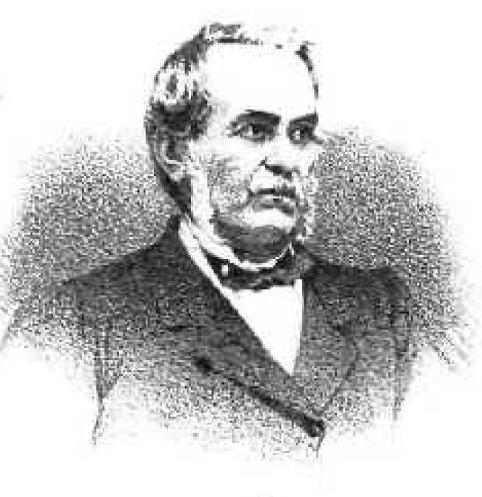
Diomidis Kiriakos

Diomidis Kiriakos (Grieks: Διομήδης Κυριάκος) (Spetses, Griekenland, 1811- Pisa, Italië, 20 juni 1869) was een Grieks auteur, politicus en eerste minister.
Hij studeerde rechten aan de Universiteit van Pisa en aan de Universiteit van Parijs. In 1843 hielp hij om een grondwet op te stellen en in 1862 ook. In 1863 werd hij minister van Kerkelijke Zaken en Onderwijs en van april tot mei 1863 was hij even premier  van Griekenland.
Hij stierf in 1869 in Pisa, Italië.
- Gemeinsame Normdatei: 1153412969
- International Standard Name Identifier: 0000 0000 6211 0871
- Library of Congress Control Number: no2009085204
- Nederlandse Thesaurus van Auteursnamen: 218006292
- Système universitaire de documentation: 068539789
- Virtual International Authority File: 90505187
- WorldCat: E39PBJhH37hJPJvvjptJ4QvCQq